# Ko Lantajaj

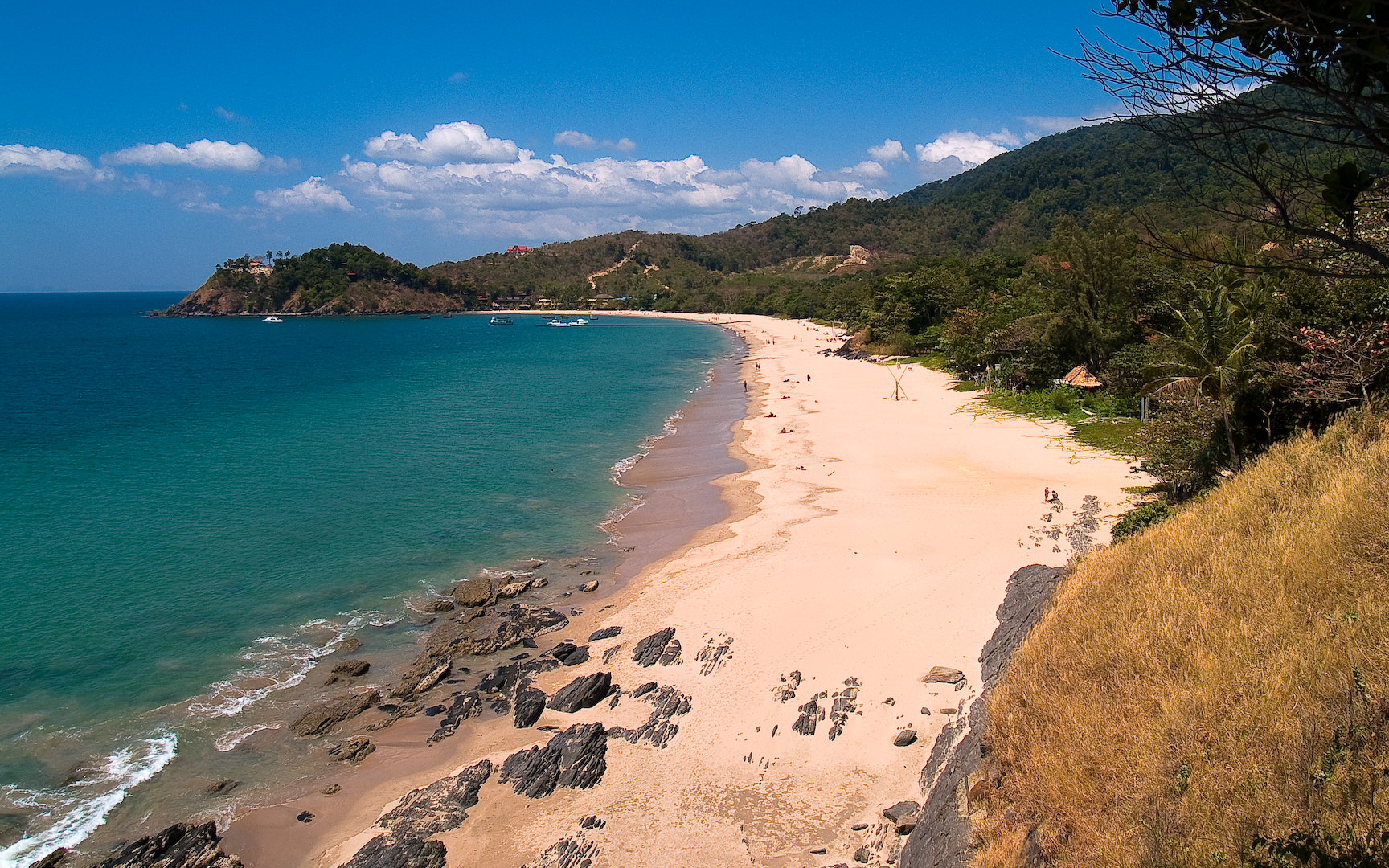
Strand Ko Lantán

Ko Lantajaj (Thai: เกาะลันตาใหญ่) sziget az Andamán-tengeren, Thaiföld nyugati partjainál, Krabi tartományban. A szomszédos Ko Lantanojjal
együtt alkotja a Ko Lanta szigetcsoportot. Több más szigettel együtt Ko Lanta kerület része. 
A sziget 25 kilométer hosszú és mintegy 6 kilométer széles, területe 81 négyzetkilométer. Kis része a Mu Ko Lanta Nemzeti Park része.

## Neve
Nevének eredete bizonytalan.
Régi maláj neve Pulao Satak, azaz Hosszúpartú sziget.

## Lakói
Lakói zömében mozlimok, a turizmusból, illetve a mezőgazdaságból élnek, például gumifa ültetvényekből.

## Megközelítése
2015-ben híd épült Ko Lantajaj és Ko Lantanoj között. A szigeten kevés az épített út, ezek többnyire északon vannak, és dél felé haladva romlik az utak minősége. A nyugati és a keleti parzi utat csak néhány keresztút köti össze, mivel a sziget közepén hegyek vonulnak. 
Banszaladan, a sziget legfontosabb városa és kikötője a sziget északi csücskében van, távolsága Krabi várostól mintegy 70 kilométer. 
Krabiból, Phuket tartományból és Phi Phiről kompok járnak ide, de közúti járművel is megközelíthető.

## Strandjai, látnivalói
Strandjai homokosak. A legnagyobb strandok a sziget nyugati oldalán vannak, Banszaladantól kezdődően. Mellettük szállodák futnak. A legnagyobb strandok: Klongdau, Prae (Hosszú-strand) és Klongkhong. Délen is vannak nehezebben megközelíthető strandok.
A szigeten két thai box csarnok van, ahová be is lehet nézni. A sziget belsejében van egy vízesés, ahová dzsungeltúrán lehet eljutni, akár elefánttal. Kirándulásokat szerveznek Ko Rokra is, ami két szigetből áll, és a nemzeti park része, illetve körtúrákat a Lanta-szigetekre, köztük Ko Mookra, ahol a Smaragdbarlang van. Népszerű és látványos búvárhelyek: Hindeng, Hinmuang and Ko Haa.
A nyugati parton van a Régi Város (Old Town) és egy tengeri cigány falu. Két olyan karsztbarlang van a szigeten, amelyek kisérő nélkül is látogathatók.
Szép déli öböl a Kantiang, búvárkodási, vásárlási és motorbérlési lehetőségekkel. A sziget déli csücskén, mintegy nyolc kilométerre Kantiangtól van a kis nemzeti parki erdő, nem sok látnivalóval, és egy világítótorony.

## Turizmusa, infrastruktúrája
Kevésbé zsúfolt, mint sok más sziget, például Ko Phi Phi. A konyha kevésbé fűszeres, mint Thaiföld északabbi vidékein, és jobban hasonlít a maláj konyhára. A legnagyobb étteremválaszték a szaladani kompkikötő közelében van. Minden nap van piac, a sziget különböző pontjain. 
A legtöbb strandbár a Klongnin nevű strandnál van, de vannak bárok a Klongkhong strandnál is. 
Az utak rosszak és balesetveszélyesek. Néha vannak áramkimaradások, és esetenként a lakóépületek közelében is látni kígyót. A partokon sok helyen van szemét, de lehet találni tiszta helyeket. 

## Egészségügy
A Régi Várostól délre a kórház 24 órás ügyeletet lát el.

## A 2014-es cunami
A 2004-es indiai-óceáni földrengés és cunami kisebb károkat és kevesebb halálesetet okozott Lantán, mint a Phi Phi szigeteken. A nyugati parton azonban itt is jelentős károk keletkeztek. Tizenegy ember halt meg akkor a szigeten. A normál élet azonban itt napokon belül visszaállt a szerencsétlenség után.

## Galéria

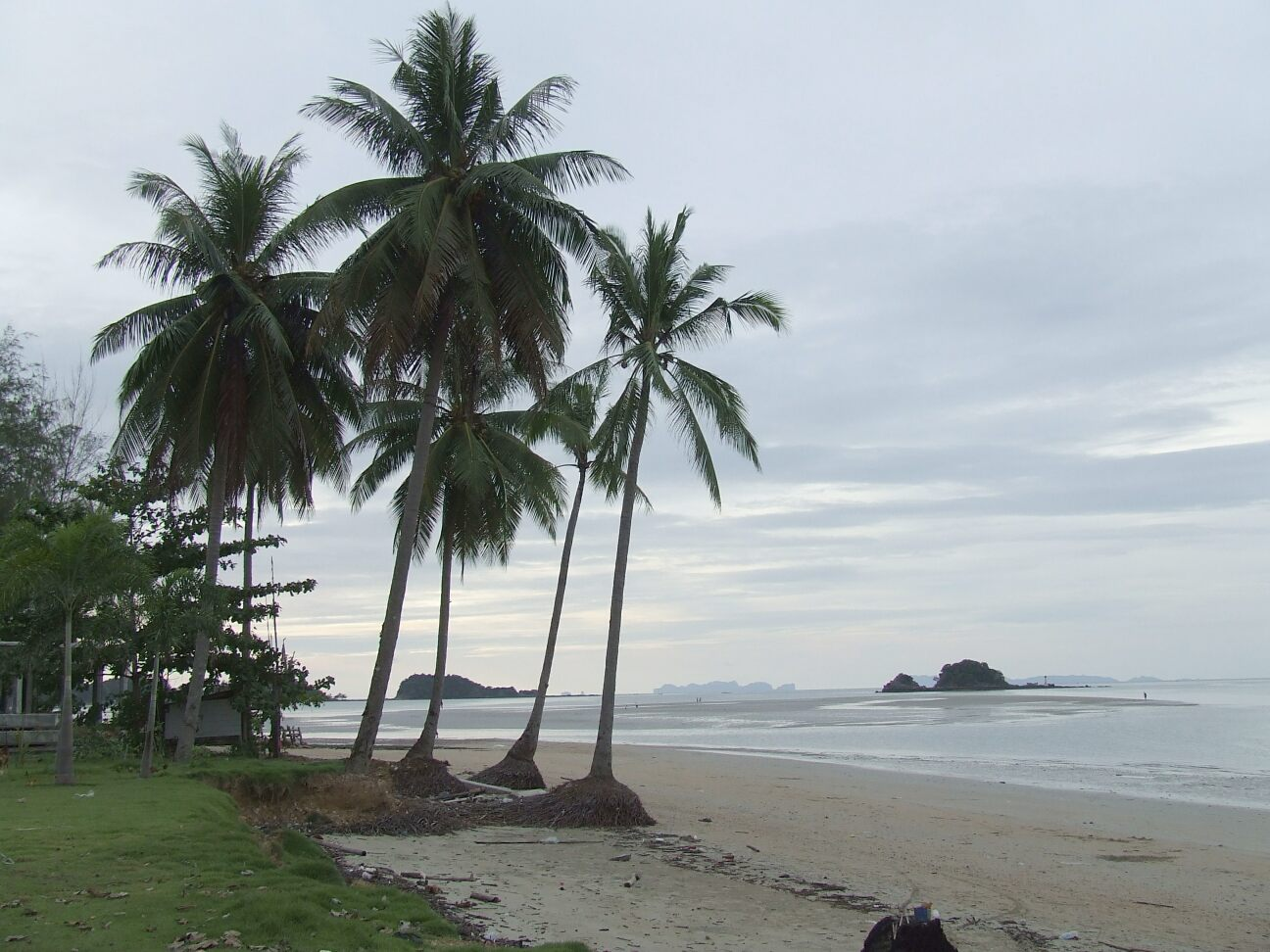
Ko Lanta, strand
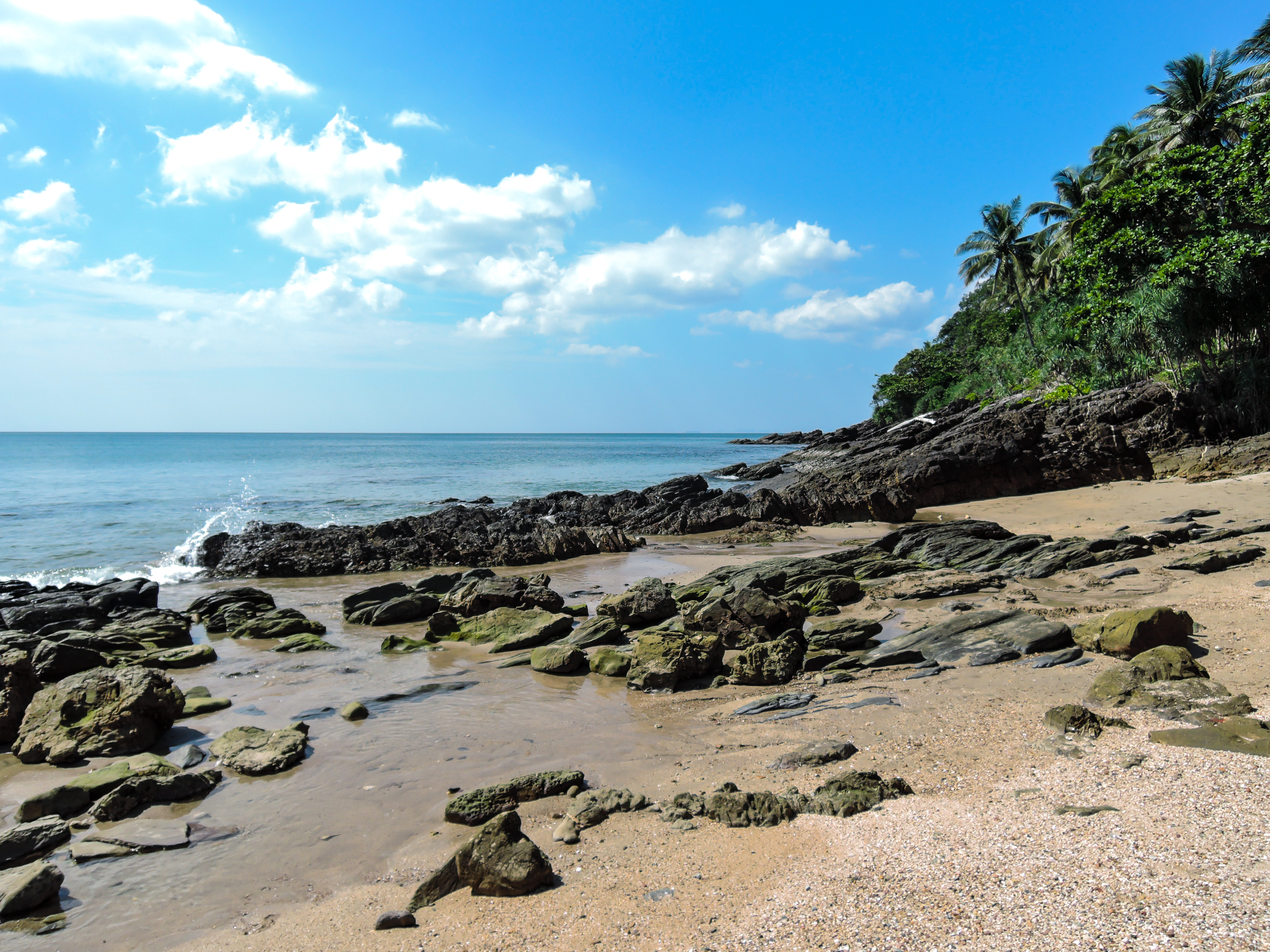
Ko Lanta, strand
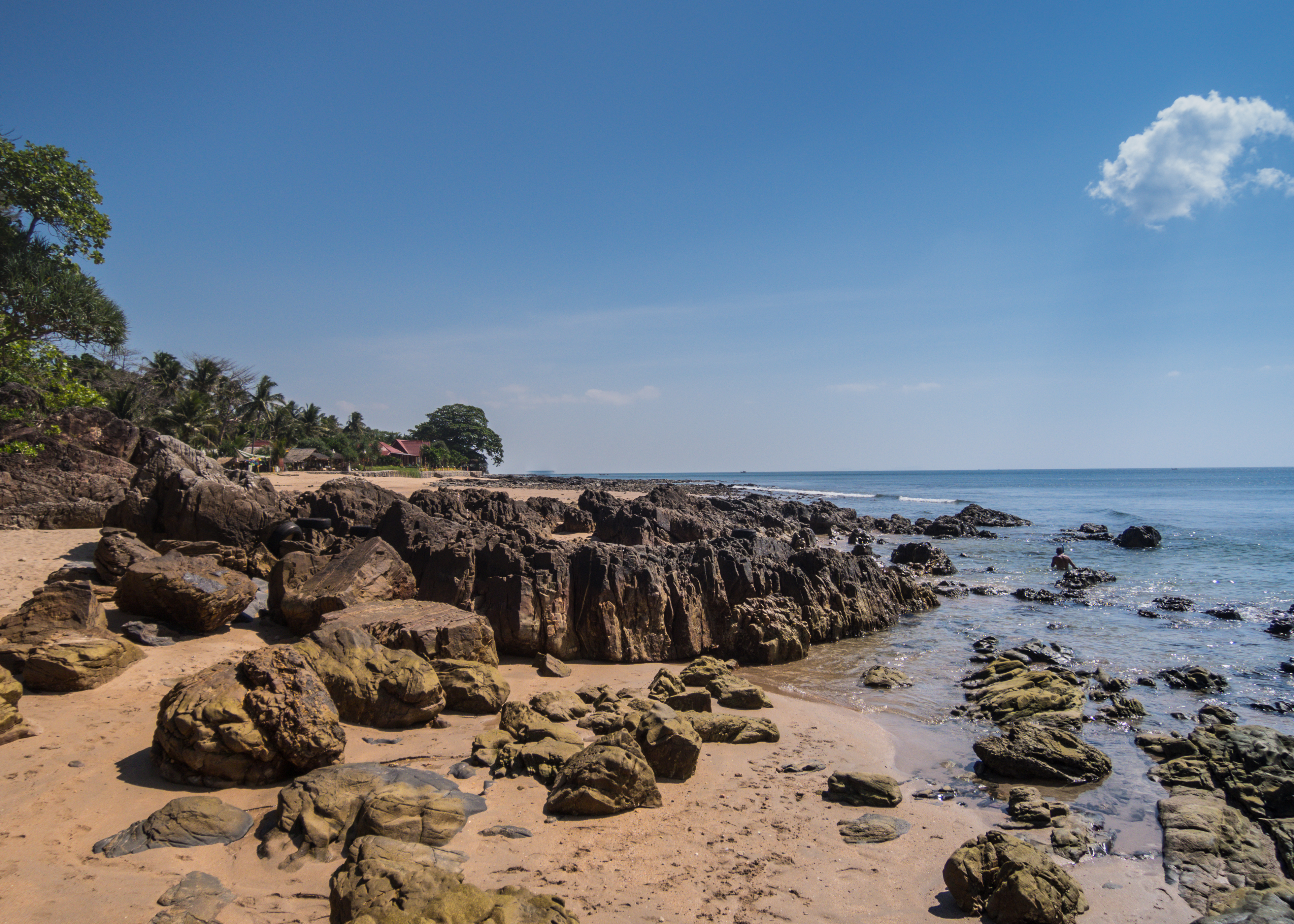
Ko Lanta, sziklás part
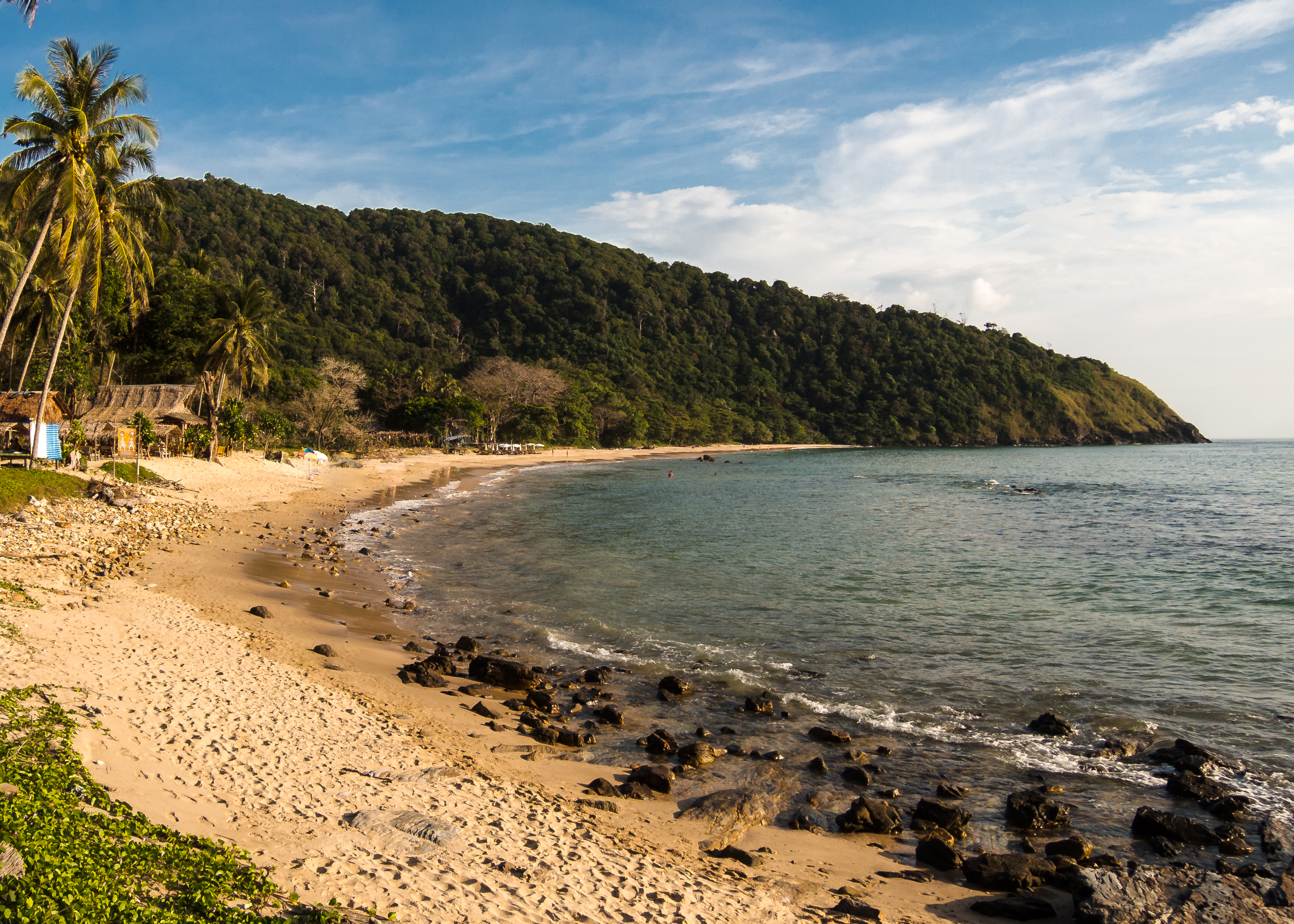
Ko Lanta
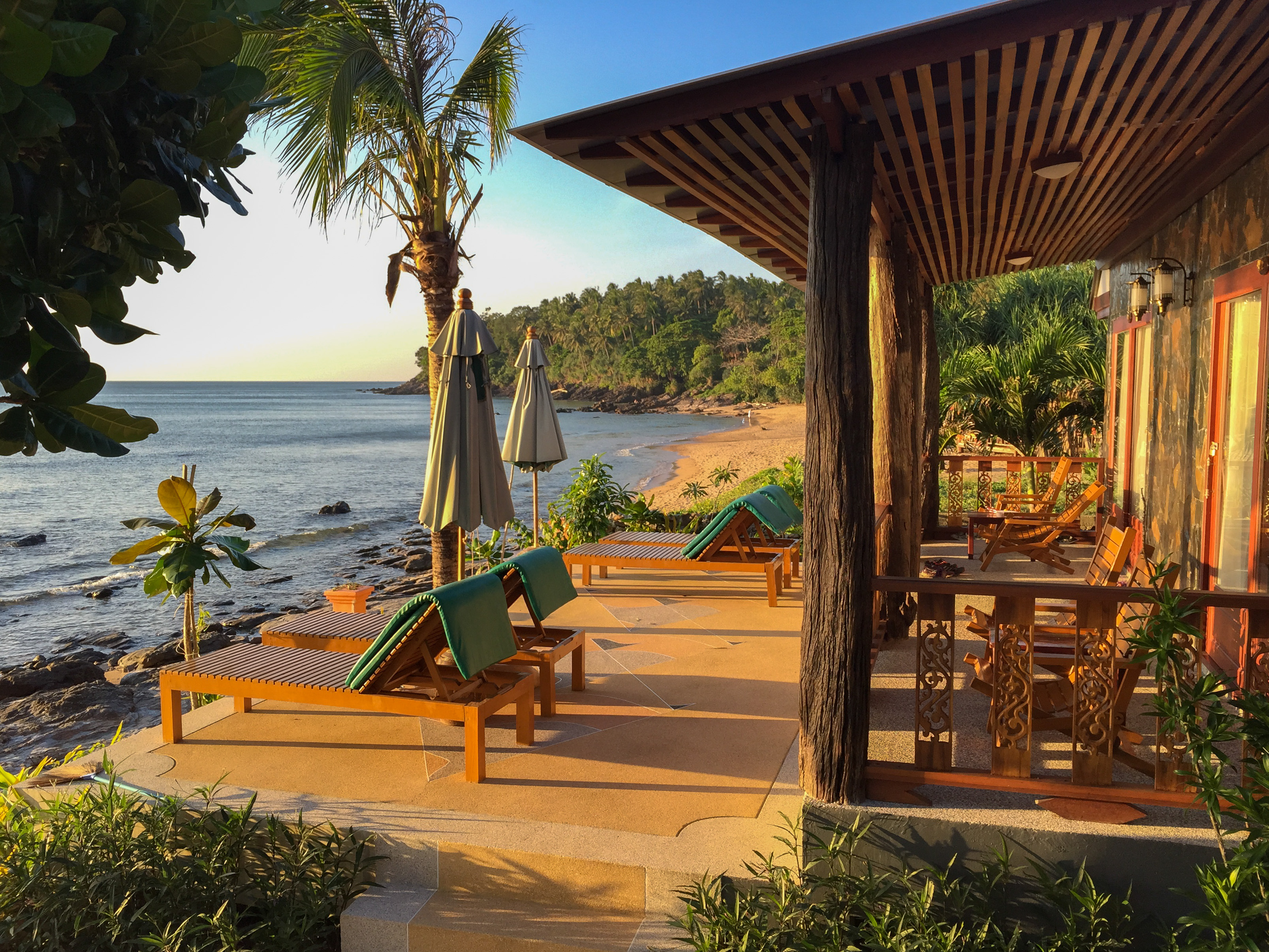
Ko Lanta

## Külső hivatkozások
- Lantáról az Irány Thaiföldön (magyarul)
- Áttekintő térképe
- Túrák Lantáról

## Fordítás
Ez a szócikk részben vagy egészben  a   Ko Lanta Yai című angol Wikipédia-szócikk ezen változatának fordításán alapul.  Az eredeti cikk szerkesztőit annak laptörténete sorolja fel. Ez a jelzés csupán a megfogalmazás eredetét és a szerzői jogokat jelzi, nem szolgál a cikkben szereplő információk forrásmegjelöléseként.